# Pointe du Vallon des Étages
La pointe du Vallon des Étages est un sommet du massif des Écrins qui culmine à 3 564 mètres.

## Alpinisme
- 1878 - Première ascension par F. Perrin et André Salvador de Quatrefages, avec Pierre Gaspard père et fils et Christophe Roderon, le 27 juin
- 1935 - Première de la face nord par Maurice Fourastier, Henri Le Breton et Maurice Laloue